# Sabine Becker
Sabine Becker (n. 13 august 1959, Karl-Marx-Stadt, Germania) este o sportivă ce a reprezentat Germania, medaliată olimpică. A participat la o ediție a Jocurilor Olimpice (1980) în care a câștigat o medalie de argint și o medalie de bronz.